# Мадіодіо Дегене Коду
Мадіодіо Дегене Коду (д/н —1865) — 31-й дамель (володар) держави Кайор в 1861 і 1863—1865 роках.

## Життєпис
Походив з династії Фалл. Про молоді роки обмаль відомостей. 1861 року після повалення Макоду Кумба Янде за підтримки французів переміг на виборах дамеля свого конкурента Лат Діора. Проте останній підняв повстання. Невдовзі Мадіодіо у битві біля Кокі разом з французьким загоном зазнав поразки й вимушен був тікати до Сен-Луї.
1863 року отримав допомогу від французів, завдяки чому повернувся на трон, поваливши Лат Діора. Натомість Мадіодіо поступився Франції провінціями Ндіамбур, Саніохор і Мбавар. а також дозволив прокладання залізниці Дакар—Сен-Луї, уклавши офіційну угоду. Але 29 грудня того ж року в битві біля Нгонголи Лат Діор завдав французам і війську Мадіодоро поразки. В подальшому тривала боротьба в областях Ндіамбур і Мбавар. 12 січня 1864 року Мадіодіо за підтримки французького загону переміг Лат Діоро, що втік до держави Сіне.
1865 року проти Мадіодіо знову виступив Лат Діор. 30 листопада того ж року в битві біля Ріп дамельі його французькі союзники зазнали поразки. Мадіодіо загинув у битві, а невдовзі за цим. після цього Франція анексувала Кайор.